# Ольгин Крест
О́льгин Крест (погост Ольгин Крест) — историческое поселение на территории Загривского сельского поселения Сланцевского района Ленинградской области России. Один из древнейших погостов Северо-Запада Руси. На месте его развалин в наши дни установлен металлический поклонный крест, почитаемый паломниками. В день святой Ольги 24 июля, здесь ежегодно традиционно проводится торжественный молебен и народный праздник.

## География
Находилось на берегу реки Нарва, недалеко от упразднённой деревни Скарятина Гора, где ранее располагалась Никольская церковь.

## История
Согласно преданию, великая Киевская княгиня Ольга ездила сюда из Пскова, через Чудское озеро на охоту, но в 947 году она едва не погибла, когда её чёлн перевернулся на Нарвских порогах при переправе через бурную реку Нарову. В честь своего чудесного спасения она установила крест, который позже находился в храме Николая Чудотворца постройки второй половины XV века (в 1821 году была построена колокольня и в 1887 году был пристроен придел в честь святой Ольги).
В Средние века погост Ольгин Крест — административный центр Наровской губы в составе Гдовского уезда Псковской республики (Псковской земли, после — Псковской провинции).
Погост Ольгин-Крест (Никольской) упоминается на карте Санкт-Петербургской губернии Ф. Ф. Шуберта 1834 года.

СКАРЯТИНА ГОРА ГУБИНА — деревня принадлежит господину Ханыкову и ведомству Павловского городового правления, число жителей по ревизии: 51 м. п., 59 ж. п.

Близ оной каменная церковь погоста Ольгина Креста во имя Святителя Николая Чудотворца. (1838 год)

СКОРЯТИНА ГОРА — деревня Павловского городового правления и господина Манкошеева, по просёлочной дороге, число дворов — 14, число душ — 55 м. п. (1856 год)

СКАРЯТИНА ГОРА — деревня Павловского городового правления при реке Нарове, число дворов — 16, число жителей: 59 м. п., 66 ж. п.

ОЛЬГИН КРЕСТ — погост при реке Нарове, число дворов — 4, число жителей: 6 м. п., 10 ж. п.; Церковь православная. (1862 год)

В конце XIX — начале XX века погост административно относился к 1-му стану Гдовского уезда Санкт-Петербургской губернии.
По итогам Тартуского мирного договора, с 1920 по 1944 год погост был в составе Эстонии, в волости Вайвара.
2 февраля 1944 года, во время Великой Отечественной войны, храм был взорван отступающими немецкими войсками.

## Фото

Церковь святого Николая Чудотворца на погосте Ольгин Крест
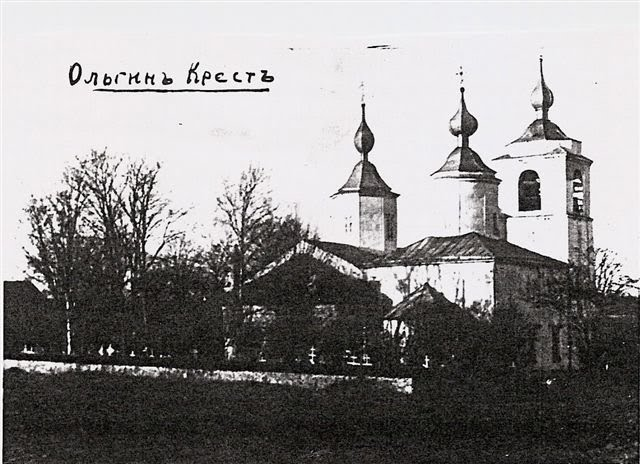